# Vickers Type 432
Le Vickers Type 432 était un chasseur à haute altitude développé par Vickers durant la Seconde Guerre mondiale. Son rôle devait être d'intercepter les bombardiers ennemis à haute altitude.

## Conception et développement
Les origines du Type 432 remontent à une demande en 1939 d’un chasseur bimoteur armé de canons de 20 ou même 40 mm. Vickers avait proposé un appareil propulsé par un moteur Griffon avec un canon de 40 mm mobile. Le ministère de l’Air encouragea cette proposition. De nouveaux développements permirent de proposer un modèle qui répondait aussi à la demande F.6/39 de chasseur équipé de canons fixes de 20 mm.
Le pilote bénéficiait d’un cockpit pressurisé à l’avant de l’appareil et d’une verrière en forme de bulle, similaire à un astrodôme élargi. La partie avant de l’appareil étant occupée par le cockpit pressurisé, il était prévu de placer les canons sous le cockpit.

## Essais et abandon du projet
Le premier vol eut lieu le 23 décembre 1942. L’appareil n’atteint jamais la vitesse prévue de 700 km/h à 8 535 mètres d’altitude à cause de ses moteurs Merlin 61 qui ne fonctionnaient pas suffisamment bien au-dessus de 7 000 mètres.
Alors que l’ordre fut donner de lancer la production de son concurrent, le Westland Welkin, le second prototype de Vickers, le Type 446, fut annulé avant son achèvement, le 1er mai 1943. Vickers conserva le premier prototype pour des essais jusqu’à son démantèlement fin 1944 après avoir effectué seulement 28 vols.